# Netta
Netta är ett litet släkte med dykänder med utbredning i stora delar av världen utom Nordamerika och Australien. 

## Kännetecken
Till skillnad från andra dykänder dyker arterna inom släktet Netta mer sällan och födosöker mer likt simänderna genom att tippa och beta på botten. De är sällskapliga fåglar som i huvudsak återfinns i färskvatten. De är goda flygare och de slår sina breda, trubbiga vingar snabbare än många andra änder. De lyfter inte utan viss ansträngning. Populationer som häckar i norr är ofta flyttfåglar medan sydligare häckningspopulationer tenderar att vara stannfåglar. De går inte lika bra på land som änderna inom underfamiljen Anatinae på grund av att deras fötter ofta är placerade längre bak på kroppen för att de lättare ska kunna ta sig fram när de simmar.

## Systematik
Tidigare fördes dykänderna tillsammans med simänderna till underfamiljen Anatinae. Johnson & Sorenson (1999) urskiljde ut dykandsläktena Aythya och Netta med flera i den egna underfamiljen Aythyinae. Analyser av mitokondriellt DNA för enzymet cytokrom b och sekvensdata av NADH-dehydrogenas subenhet 2 för denna grupp dykänder (Johnson & Sorenson 1999) indikerar att de släktmässigt är ganska långt ifrån simänderna och att deras morfologiska likheter med simänderna beror på konvergent evolution.
Släktet omfattar traditionellt endast tre arter:
- Rödhuvad dykand (Netta rufina)
- Pampasand (Netta peposaca)
- Sammetsand (Netta erythrophthalma)

Den förmodat utdöda rosenanden (Rhodonessa caryophyllacea) har visat sig genom fylogenetiska undersökningar vara nära besläktad med rödhuvad dykand, vilket gör att den föreslagits inkorporeras i släktet. Dock är detta ifrågasatt eftersom arten uppvisar flera distinkta egenheter.
Genetiska studier av mitokondrie-DNA pekar på att även i sin traditionella form är Netta troligen inte varandras närmaste släktingar, där pampasanden står närmare dykänderna i Aythya än rödhuvad dykand. Detta har dock ännu inte lett till några taxonomiska förändringar.